# Akashi (chanson)
Pour les articles homonymes, voir Akashi (homonymie).
Singles de ZONE
Hitoshizuku
(2002) Shiroi Hana
(2002)
Akashi est le 7e single major du groupe ZONE sous le label Sony Music Records et le 8e en tout, sorti le 26 septembre 2002 au Japon. Il arrive 3e à l'Oricon et reste classé 15 semaines pour un total de 112 000 exemplaires vendus dans cette période. Il sort avec trois pochettes différentes, la version A ne possède que 2 pistes.
Akashi et For Tomorrow se trouvent sur l'album O; Akashi se trouve sur la compilation E ~Complete A side Singles~ et sur l'album en hommage au groupe ZONE Tribute ~Kimi ga Kureta Mono~; tandis que For Tomorrow se trouve sur la compilation Ura E ~Complete B side Melodies~.

## Liste des titres
| 1. | Akashi (証)                  | Machida Norihiko (町田紀彦) | Machida Norihiko (町田紀彦) | 4:07 |
| 2. | Akashi (Backing Tracks) (証) | Machida Norihiko (町田紀彦) | Machida Norihiko (町田紀彦) | 4:10 |

| 1. | Akashi (証)                   | Machida Norihiko (町田紀彦) | Machida Norihiko (町田紀彦) | 4:07 |
| 2. | For Tomorrow                  | 井田實                      | JUN                         | 4:01 |
| 3. | Akashi (Backing Tracks) (証)  | Machida Norihiko (町田紀彦) | Machida Norihiko (町田紀彦) | 4:10 |
| 4. | For Tomorrow (Backing Tracks) | 井田實                      | JUN                         | 3:57 |